# Xylotrechus olexai
Xylotrechus olexai là một loài bọ cánh cứng trong họ Cerambycidae.